# Michael San Nicolas

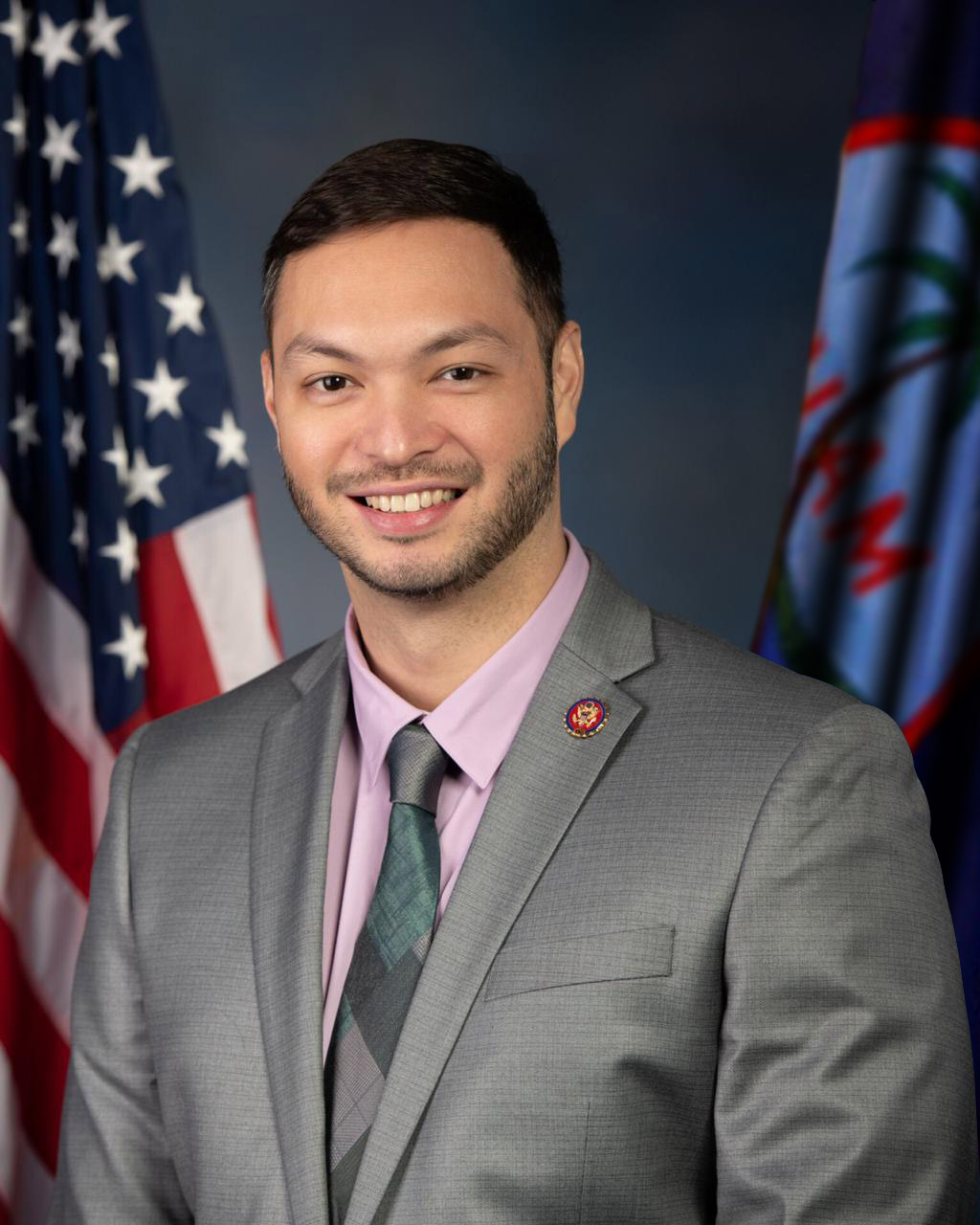
Michael San Nicolas (2019)

Michael Franklin Quitugua San Nicolas (* 30. Januar 1981 in Talofofo, Guam) ist ein US-amerikanischer Politiker der Demokratischen Partei. Von 2019 bis 2023 vertrat er als nicht stimmberechtigter Delegierter das US-amerikanische Außengebiet Guam im Repräsentantenhaus der Vereinigten Staaten.

## Werdegang
Nach seinem High-School-Abschluss 1998 begann San Nicolas an der University of Guam ein Geschichtsstudium, das er 2004 mit einem Bachelor of Arts abschließen konnte. In den folgenden Jahren gehörte er zum Stab von Senatorin Carmen Fernandez in der Legislature of Guam und war in führender Position für die Bank of Guam tätig.
Er ist seit 2005 mit seiner Frau Kathryn Santos Ko verheiratet. Das hat Paar hat zwei gemeinsame Kinder.

## Politische Karriere
Politisch schloss er sich der Demokratischen Partei an. Erstmals wurde er 2012 in die Legislative von Guam gewählt und trat sein Mandat 2013 an. Zwischen 2013 und 2019 gelang ihm drei Mal die Wiederwahl. Gegen Ende seiner dritten Amtszeit gab er bekannt, gegen die bisherige Amtsträgerin Madeleine Bordallo in der Vorwahl der Demokratischen Partei für das Amt des nicht stimmberechtigten Delegierten im Repräsentantenhaus der Vereinigten Staaten zu kandidieren. Nach seinem Sieg in der Vorwahl über Bordallo konnte er in der Hauptwahl im November 2018 auch Doris Flores Books von der Republikanischen Partei besiegen und zog 2019 in das Repräsentantenhaus der Vereinigten Staaten ein. 2020 gelang ihm die Wiederwahl mit 56 Prozent der Stimmen gegen den Vertreter der Republikanischen Partei, Bill Olson. Seine Legislaturperiode im Repräsentantenhaus des 117. Kongresses lief bis zum 3. Januar 2023. Er entschied sich, 2022 nicht erneut zu kandidieren, sondern stattdessen um das Gouverneursamt von Guam zu kandidieren. Die Primary (Vorwahl) seiner Partei konnte er mit 37,6 % nicht gegen die Amtsinhaberin Lou Leon Guerrero gewinnen. Seine Nachfolge im Repräsentantenhaus trat der Republikaner James Moylan an. Bei den Vorwahlen 2024 kandidierte er erneut für das Repräsentantenhaus, konnte sich jedoch nicht gegen die parteiinterne Konkurrenz durchsetzen.

### Ausschüsse
San Nicolas war zuletzt Mitglied in folgenden Ausschüssen des Repräsentantenhauses:
- Committee on Financial Services
  - Consumer Protection and Financial Institutions
  - Investor Protection, Entrepreneurship, and Capital Markets
  - National Security, International Development, and Monetary Policy
- Committee on Natural Resources
  - For Indigenous Peoples of the United States
  - National Parks, Forests, and Public Lands

Er war außerdem Mitglied in neun weiteren Caucuses.